# Kamran Agayev
Pour les articles homonymes, voir Agayev.
Kamran Agayev (en azéri : Kamran Ağayev), né le 9 février 1986 à Shabran en Azerbaïdjan, est un footballeur international azerbaïdjanais, qui évolue au poste de gardien de but.

## Biographie

### Carrière de joueur
Kamran Agayev dispute deux matchs en Ligue des champions et 10 matchs en Ligue Europa,.

### Carrière internationale
Kamran Agayev compte 56 sélections avec l'équipe d'Azerbaïdjan depuis 2008. 
Il est convoqué pour la première fois par le sélectionneur national Berti Vogts pour un match des éliminatoires de la Coupe du monde 2010 contre le pays de Galles le 6 septembre 2008 (0-0).
Il arrêta 10 pénaltys sur 13 en sélection nationale, ce qui fait qu'il est considéré comme l'un des meilleurs gardiens pour arrêter les pénaltys.[réf. nécessaire]

## Palmarès

### En club
- Khazar Lankaran
  - Championnat d'Azerbaïdjan de football 2006-2007
  - Coupe d'Azerbaïdjan de football 2006-2007, 2007-2008, et 2010-2011
  - Coupe de la CEI de football 2008

### Distinctions personnelles
- Meilleur footballeur azerbaïdjanais de l'année : 2008
- Meilleur gardien azerbaïdjanais de l'année : 2009, 2011